# Плешивиця (Лютомер)
Плешивиця (словен. Plešivica) — поселення в общині Лютомер, Помурський регіон, Словенія. Висота над рівнем моря: 323,6 м.